# The Modern Messenger Boy
The Modern Messenger Boy è un cortometraggio muto del 1910. Il nome del regista non viene riportato nei credit.

## Trama
In una ditta di fattorini, i ragazzi che vi lavorano scherzano e passano il tempo. Il più bravo di tutti è Izzy. Un giorno, il ragazzo si trova non solo a espletare un numero record di commissioni, ma resta anche coinvolto in una serie di avventure dovute al suo lavoro che lo portano fuggire inseguito da una banda di malfattori. A fine dell'intensa giornata, Izzy torna in ufficio soddisfatto del lavoro svolto e dei bei soldi che si è guadagnato.

## Produzione
Il film fu prodotto dalla Essanay Film Manufacturing Company.

## Distribuzione
Il film - un cortometraggio di una bobina - uscì nelle sale cinematografiche USA il 26 gennaio 1910.